# Yueliang Shan
Yueliang Shan (chinesisch 月亮山 ‚Mondberg‘) ist ein 108 m hoher Hügel an der Ingrid-Christensen-Küste des ostantarktischen Prinzessin-Elisabeth-Lands. Er ragt am Südwestufer des Lake Spate auf der Halbinsel Stornes in den Larsemann Hills auf.
Chinesische Wissenschaftler benannten ihn 1993 im Zuge von Vermessungs- und Kartierungsarbeiten.